# Søllerød Boldklub
Søllerød Boldklub (SB) var en dansk fodboldklub fra Nærum, som blev stiftet den 13. december 1966 som en fusion af fodboldafdelingerne i Holte Idrætsforening og Søllered-Nærum Idrætsklub. Hjemmebanekampene blev spillet på Rundforbi Stadion. Den 25. februar 2002 fusionerede klubben med Vedbæk Boldklub og blev til Boldklubben Søllerød-Vedbæk. Klubben spillede på Rudegård Stadion i perioden 1967-79 i Danmarksserien Kreds 2.